# 謝曉虹
謝曉虹（TSE Hiu-hung Dorothy；1977年—）是香港作家，現為香港浸會大學人文及創作系副教授。

## 生平
1997年就讀香港中文大學新聞及傳播學系，翌年轉入同校中文系。1997年開始寫作，作品屢獲港台兩地文學大獎，曾被收入中國大陸、台灣及香港等地之小說及散文選集，並獲台灣文學評者東年、陳大為、楊照等讚賞。於2003年出版作品集《好黑》（香港，青文），並以本書奪得2005年《香港文學雙年獎》；亦於2013年與韓麗珠合著《雙城辭典》一書。
曾為文學雜誌《字花》編輯之一。

## 作品
- 〈逝水流城〉

佔《無遮鬼》過半篇幅的〈逝水流城〉則直接轉化香港的2019年新近寫成。中短篇的模式顯然讓謝曉虹掌有更大靈活度，也以更清晰的劃分表徵了作者與其身處的社會的轉變。
當事件以前所未有的規模與密度織成集體的生命境遇，現實的指涉迫不得已地增強：它決意要向讀者開敞，分享記憶的新象。
〈逝水流城〉在謝曉虹的寫作史中流露罕有的「貼地」。除了在手法上減輕了意義的內旋、加密，小說也向容易被辨認為「集體回憶」、「本土經驗」的街坊市井大量取材，像「黑豆煲豬尾」、「蓮藕的爭戰」、「佔領菜市場」、「香豔腳趾縫」這些「庸俗」的小標題，悠悠可見生活的痕跡。
時間的空間化在〈逝水流城〉比比皆是，例如「通往八三一」那永遠錯過、無法抵達的車站；「薄日升降機」裡酒店的十二層、三百六十五個房間隨時消失或增殖，日程表成為權力爭持的場域；「紙紮的石頭」中，逝往的人、事、物一一歸返，以受潮的義肢。城市於是化成一座持續變化、虛實相生的迷宮，讀者跟隨「我」闖入一間間暗房，認出事件全新的殘影。
- 《好黑》，香港：青文書屋 ，2003。
- 《好黑》， 臺北：寶瓶文化，2005。(再版）。
- 與韓麗珠合著，《雙城辭典》，臺北：聯經出版事業股份有限公司 ，2012
- 《香港文學大系 1919-1949：小說卷一》，香港：商務印書館（香港）有限公司，2015。
- 《香港文學新動力：雪與影》，廣州：花城出版社，2017。
- 《無遮鬼》，香港：香港文學館，2020。
- 《鷹頭貓與音樂箱女孩》(Owlish)，臺北：寶瓶文化，2020。
- 與James Shea合譯，《雙搬石：飲江詩選》，美國：Zephyr Press及香港：水煮魚文化聯合出版，2022。
- 〈象是笨蛋〉，《無形》，香港文學館，2023。

## 獎項與提名
- 2001年：小說《旅行之家》獲第十五屆《聯合文學》小說新人獎首獎
- 2001年：小說《理髮》獲第一屆大學文學獎小說組冠軍
- 2001年：散文《來潮》獲第一屆大學文學獎散文組冠軍
- 2004年：小說《床》獲2004年度中文文學創作獎小說組冠軍
- 2005年：小說作品集《好黑》（香港，青文出版社）獲第8屆 香港中文文學雙年獎小說組首獎
- 2021年：小說《鷹頭貓與音樂箱女孩》獲2021年度台北國際書展大獎和第14屆香港書獎提名。
- 2022年：第十六屆香港藝術發展獎藝術家年獎（文學藝術）